# Dansk PEN
Dansk PEN er en dansk afdeling af International PEN (eller bare PEN), der er en global organisation af forfattere, journalister, oversættere og skribenter i øvrigt, som kæmper for litteraturens frie udbredelse over grænser, ytringsfriheden og retten til det frie ord, samt imod racisme og hate speach jf. PENs internationale charter.
Internationalt PEN blev stiftet i London i 1921, og inspirerede til dannelse af Folkeforbundet (forløberen for FN), og der er mange fællestræk i den ideologi og målsætning som førte til etablerering af begge organisationer.
Dansk PEN blev stiftet i 1923. Organisationen samarbejder med International PEN og andre PEN centre, ikke mindst de Nordiske, om internationale spørgsmål, men arbejder også på egen hånd i specielt danske problemstillinger.
Arbejdet i International PENs Writers in Prison Committee (WiPC) har i mange år været prioriteret meget højt i Dansk PEN. Derudover arrangerer PEN litterære møder med forfattere fra ind og udland, samt debatmøder om litteratur og ytringsfrihed.
Dansk PEN ledes af en bestyrelse på 11 personer, hvor formandsposten i øjeblikket varetages af Cathrine Hasse, og Trine Andersen og Mads Julius Elf deles om næstformandsposten.
I 2009 modtog Dansk PEN sammen med Norsk PEN Hal Koch-prisen.

## Kritik af PEN
I Danmark er PEN i de senere år blevet kritiseret for ikke i tilstrækkelig grad at hjælpe forfattere, der trues af islamister, f.eks. Ayaan Hirsi Ali. Også foreningens forbehold over for optagelse af forfatteren Lars Hedegaard med henvisning til en for negativ tone over for muslimer i bogen I Krigens Hus, har ført til beskyldninger om, at foreningen har opgivet den mere kompromisløse kamp for det frie ord til fordel for en mere afdæmpet og "pæn" facon. .